# Денверский скрининговый тест
Де́нверский скрининговый тест (англ. Denver Developmental Screening Tests) — тест для выявления особенностей психического развития детей от 0 до 6 лет. Каждому ребёнку предлагаются задания в соответствии с его возрастной группой. Тест используется для выявления симптоматики возможных проблем, для подтверждения или опровержения подозрений о несоответствии возрастной норме, а также для проверки ребёнка с проблемами развития. Тест предложен в 1967 году, в 1992 году вышла доработанная вторая версия теста (Денвер II).

## История
Впервые тест Денвер был опубликован в 1967 году в Денвере, штат Колорадо Франкенбургером и Доддом, с целью распознавания возможных проблем развития в раннем детстве. Он был адаптирован и стандартизован более чем в двадцати странах и использовался для тестирования детей по всему миру. В результате такого широкого применения многое было изучено, что повлекло некоторые изменения и реализовалось в тесте Денвер II (ДII). Денвер II появился в связи с тем, что первоначальный Денвер был нечувствителен к языковым задержкам, а также в связи с необходимостью замены предметов, которые трудно использовать.

## Описание теста Денвер II
Детский тест на развитие Денвер II не является тестом на IQ, это не проверка умственных или интеллектуальных особенностей ребёнка. Он не пригоден для диагностики серьёзных нарушений, таких, как речевые проблемы, эмоциональные задержки, невозможность обучения. Тест также не пригоден для диагностики физического развития. Тест позволяет сравнить решение конкретным ребёнком каких-либо задач по сравнению с тем, как это же задачи решили другие дети его возрастной группы.
Тест Денвер II состоит из 125 заданий, которые разделены на 4 блока:
1. Личностно-общественные характеристики, то есть возможность контакта с людьми и забота о собственных нуждах.
2. Тонкая моторика, то есть координация движений глаз и рук, манипуляции
3. Язык, то есть возможность слышать, понимать и использовать язык.
4. Локомоции, то есть сидение, ходьба, подпрыгивание и остальные большие движения.

В Денвер II также входят 5 пунктов «Теста поведения», расположенные на тестовом бланке. Они заполняются после проведения теста и несут в себе информацию о поведении ребёнка во время теста, а также помогают экспериментатору получить дополнительные сведения о том, как ребёнок использует свои возможности.
К тесту прилагается бланк с возрастной линией. На бланке теста каждое задание помечено одним из четырёх знаков: Л-О (личностно-общественная характеристика), Т. М. (тонкая моторика), Я (язык), Л (локомоции). Возрастная шкала наверху и внизу страницы показывает возраст в месяцах и годах от 0 до 6 лет. Каждое деление есть один месяц (до 24 месяцев); после, каждое деление — три месяца. Каждое из 125 тестовых заданий представлено прямоугольником, в котором показано, что 25 %, 50 %, 75 %, 90 % детей данного возраста из стандартизированной выборки выполнили задание правильно. На некоторые вопросы могут ответить близкие люди, и тогда в левом углу будет буква R. Только такие пункты могут быть пройдены по сообщению родителей, однако по возможности их следует перепроверять во время проведения теста.
Все задания должны проводиться в соответствии с четко установленным порядком проведения, описанным в руководстве, иначе, нормы изображенные на прямоугольнике, не могут быть применены. Исследователю следует периодически обращаться к руководству по проведению теста для избежания нежелательных отклонений.

## Проведение теста
Перед началом проведения теста необходимо высчитать возраст ребёнка, начертить возрастную линию на бланке и подготовить материал для тех заданий, которые будут проводиться. Цели тестирования могут быть различны, и в зависимости от них можно одну из двух стратегий проведения теста: выявление задержки (нарушения развития) или установление достигнутого уровня развития («силы» ребёнка).
1. Для выявления риска в развитии ребёнка, тест проводится следующим образом:
  - в каждом разделе необходимо дать ребёнку те задания, которые пересекаются возрастной линией, а также три слева от неё.
  - если ребёнок не выполняет эти три задания (отказывается, не получается, нe может), то необходимо двигаться влево от возрастной линии до тех пор, пока ребёнок не выполнит три задания подряд.
2. Для установления силы ребёнка, необходимо:
  - в каждом разделе дать ребёнку задания, пересекающиеся с возрастной линией и три ближайшие справа.
  - продолжать давать ему задания, двигаясь вправо до тех пор, пока он не сможет выполнить три подряд.

При этом можно давать ребёнку 3 попытки, прежде чем регистрировать невозможность выполнения — так ребёнок может сделать то, что никогда не делал раньше (необходимо учесть, что на это тратиться время).

## Оценка результатов
Для каждого задания оценка надписываемая в каждом прямоугольнике рядом с отметкой 50 %. В тесте Д2 используются следующие оценки:
- «В» — для успешного выполнения задания, когда ребёнок выполняет задание (или по сообщению близкого).
- «НВ» — когда ребёнок не может выполнить задание (или по сообщению близкого ребёнок не может выполнить это задание).
- «Н.о.» — ребёнок в принципе не имеет возможности выполнить данное задание — эта оценка ставится только по сообщению близкого.
- «О» — когда ребёнок отказывается пробовать выполнять задание.

## Интерпретация результатов
Задания можно разделить на 5 видов: «продвинутые» задания, «нормальные» задания, «предостерегающие» задания, «замедленные» задания и задания «нет возможности».
- «Продвинутые» задания. При выполнении ребёнком задания, которое находится полностью справа от возрастной линии, развитие по этому заданию считается очень высоким. «Продвинутые» задания не учитываются при интерпретации всего теста.
- «Нормальные задания». Если ребёнок отказывается или не может выполнить задание, которое полностью лежит справа от возрастной линии, его развитие будет считаться нормальным, так как в этом возрасте менее 25 % детей выполняют это задание. Такая же ситуация с теми заданиями, которые пересекаются возрастной линией между отметками в 25 % и 75 %. «Нормальные» задания также не учитывающая при интерпретации всего теста.
- «Предостерегающие» задания. Если ребёнок отказывается или не выполняет задания, в которых возрастная линия лежит от 75 % до 90 %, задание отмечается как предостерегающее. Такие задания фиксируются буквой «П» на тестовом бланке и учитываются при интерпретации всего теста.
- «Замедленные» задания. Если ребёнок отказывается или не выполняет задание, которое полностью лежит слева от возрастной линии, фиксируется задержка в развитии этого задания. В таком случае на тестовом бланке необходимо закрасить правую часть прямоугольника, обозначающего это задание.
- Здания «нет возможности». Если родители говорят, что ребёнок не может выполнить задание, оно фиксируется как «нет возможности». Эти задания также не учитываются при интерпретации всего текста.

Нормальное развитие фиксируется в том случае, когда отсутствуют пометки «задержка» и максимум одно «предостережение». В данном случае рекомендуется повторное тестирование во время следующей встречи с ребёнком.
Аномальное развитие фиксируется в случае 2 или более пометок «задержка». Необходимо проведение диагностического исследования.
Сомнительное развитие фиксируется в случае одной пометки «задержки» и 2 или более «предостережений». Необходимо посоветовать родителям поработать над проблемными областями, а также провести повторное обследование при возможности. Если результат не изменится или ухудшится, необходимо проведение диагностического исследования.
Невозможность тестировать может зависеть от количества отказов, которые в результате могут дать «задержку» или «предостережение». Если в итоге получится результат «аномальное» развитие, следует проводить повторное исследование. Если и оно даст результат «аномальное» развитие или невозможность интерпретации, необходимо проведение диагностического исследования.

## Практическое применение
Проводилось исследование, оценивающее Денвер II в терминах того, как его результаты соотносятся с результатами психологов в пяти центрах заботы о ребёнке: две группы детей из пяти были детьми белых родителей с высшим образованием и три группы составляли афро-американские дети из семей с низким доходом.  Психологи оценили 104 ребёнка, из которых 18 были оценены как отстающие в развитии. Все, кроме двух, из этих 18 были из низко-доходных центров, однако упоминаний, касающихся использования отличающихся норм для афро-американских детей не указано. Результаты Денвер II, в котором использовался старый оценочный метод, включали 33 % опросников о нормальном развитии и отклонении. Однако тест признали ненадежным, так как он оказался нечувствительным к отклонениям, что в результате привело к тому, что много детей с отклонениями было упущено. Если брать более жесткие рамки для оценивания нормы, то много нормальных детей были бы отнесены к отклоняющимся. Таким образом, на базе этого исследования Денвер II потерпел неудачу, после чего редко используется в исследованиях, однако материалы все еще доступны с официального сайта www.DenverII.com.
Другое исследование оценивало Денвер II в рамках программы общественного медицинского центра. Критерием ненормальности выступали рекомендации логопедов и психологов-лингвистов вмешиваться в естественный ход развития ребенка. В этом исследовании приняли участие 418 детей, 64 из которых нуждались в раннем вмешательстве. Успех этой программы оценивался с точки зрения вероятности соответствия направления ребёнка по результатам диагностики на получение помощи и действительная необходимость этой помощи. Соответствие составило 56 %; вместе с процентом детей, которые были направлены по результатам тестирования, но не нуждались в помощи, сумма составила 72 %. По сравнению с обследованиями, проводимыми в клиниках с помощью возрастных тестов, успех оказался выше. Исследование показало ценность учета дополнительной информации помимо результатов теста, потому что диагностика увеличила вероятность соответствия с 44 % до 56 %, не направляя при этом на обследование детей с незначительными задержками.
В ходе популяционного исследования на 3389 бразильских детях в возрасте от 0 до 5 были получены нормативные показатели развития, основанные на диагностике теста Денвер. Однако они также могут быть использованы и для Денвер II.

## Преимущества теста Денвер II
1. Возможность проведения теста не только дипломированным психологом, но и родителем, педагогом, воспитателем в детском саду, врачом в поликлинике и т. д.;
2. Дает родителям полезные для взаимодействия с ребёнком сведения;
3. Возможность одноразового или лонгитюдного исследования;
4. От ребёнка требуется выполнение повседневных обыкновенных действий;
5. Возможность оценить сразу несколько линий развития: социальные контакты, личностный рост, язык, тонкая моторика, локомоции;
6. Простой и наглядный способ представления результатов;
7. Не требует долгой обработки.